# Leandra coriacea
Leandra coriacea är en tvåhjärtbladig växtart som beskrevs av Célestin Alfred Cogniaux. Leandra coriacea ingår i släktet Leandra och familjen Melastomataceae. Inga underarter finns listade i Catalogue of Life.